# Manuel Clariana i Regàs
Manuel Clariana i Regàs (Mataró, 1911 -2007) fou un pedagog català. Del 1923 al 1932 es va formar al monestir de Montserrat, que deixà per a fer el servei militar a la caserna de Mataró, on va fer les primeres classes de català i on hi va fundar La lliga del bon mot, un grup d'amics que tenien especial cura a l'hora d'expressar-se. Després va continuar donant-les al local del Foment Mataroní. Durant la guerra civil espanyola també va fer classes als soldats.
El 1960 va començar a fer classes al local de l'Associació d'Antics Alumnes de Santa Anna durant els vespres, en semiclandestinitat i de franc. Va ser el primer professor de català que va tenir la capital del Maresme durant el franquisme hi i va ensenyar català fins al 1978. També va donar classes a Cabrils i Vilassar de Mar. Del 1977 al 1989 va fer cursets a la delegació d'Òmnium Cultural i a les Aules Sènior del 1982 al 1992. L'any 2001 Òmnium Cultural li va retre un homenatge i el 2004 va rebre un dels Premis d'Actuació Cívica de la Fundació Lluís Carulla.